# زورنیتسا (استان خاسکوو)
زورنیتسا (به بلغاری: Zornitsa) یک منطقهٔ مسکونی در بلغارستان است که در شهرستان هاسکوفو واقع شده‌است.